# Breehei
Breehei is een natuurgebied ten zuiden van Leunen.
Het gebied is 35 ha groot en is in gebruik als waterwingebied. Het is eigendom van de Waterleiding Maatschappij Limburg. Het pompstation uit 1960 is een opvallend gebouw.
De Breehei bestaat voornamelijk uit naaldbos. Ten zuiden van het terrein ligt de Lollebeek met het Castenrayse Broek, onderdeel van het natuurgebied Castenrayse Vennen.